# Aberfan
Aberfan è un centro abitato del Galles, situato nel distretto di contea di Merthyr Tydfil.
Divenne famoso per il disastro che lo colpì il 21 ottobre 1966 quando alle ore 9:15 una colata di fango e detriti, provenienti dagli scarti di lavorazione dell'estrazione del carbone e accumulati sulle colline circostanti, travolse il centro abitato uccidendo 144 persone di cui 116 bambini e 28 adulti, quasi tutti all'interno della scuola Pantglas Junior School.

## Disastro di Aberfan
Per molti anni, milioni di metri cubi di scorie derivanti dall'estrazione del carbone furono depositati sul fianco della collina Mynydd Merthyr, direttamente sopra il villaggio di Aberfan, sul lato opposto della valle. Enormi mucchi, o cumuli, di roccia sbriciolata e scarti di lavorazione furono eretti su uno strato di arenaria altamente porosa che conteneva numerose sorgenti sotterranee; diversi cumuli furono eretti direttamente sopra a delle fonti. Sebbene nel 1963 le autorità locali avessero espresso preoccupazioni specifiche in merito al fatto che il materiale venisse scaricato sulla collina sopra la scuola elementare del villaggio, queste furono in gran parte ignorate dalla direzione del National Coal Board, l'ente pubblico proprietario della miniera.
Nelle prime ore di venerdì 21 ottobre 1966, dopo diversi giorni di pioggia, si verificò una subsidenza di circa 3-6 metri sul fianco superiore del cumulo numero 7. Alle 9:15 più di 150 000 metri cubi di detriti saturi d'acqua si staccarono e scesero ad alta velocità. Una massa di oltre 40 000 metri cubi di detriti penetrò nel villaggio e seppellì parte di esso sotto uno strato di 12 metri.
La frana distrusse una fattoria e venti case a schiera lungo Moy Road e colpì il lato settentrionale della Pantglas Junior School e parte della scuola superiore, demolendo la maggior parte delle strutture e riempiendo le classi di fango denso e macerie con uno strato profondo fino a 10 metri. Il fango e l'acqua inondarono molte altre case nelle vicinanze, costringendo molti abitanti del villaggio a evacuare le loro case.
In totale rimasero uccisi 116 bambini e 28 adulti.

## Aberfan Memorial

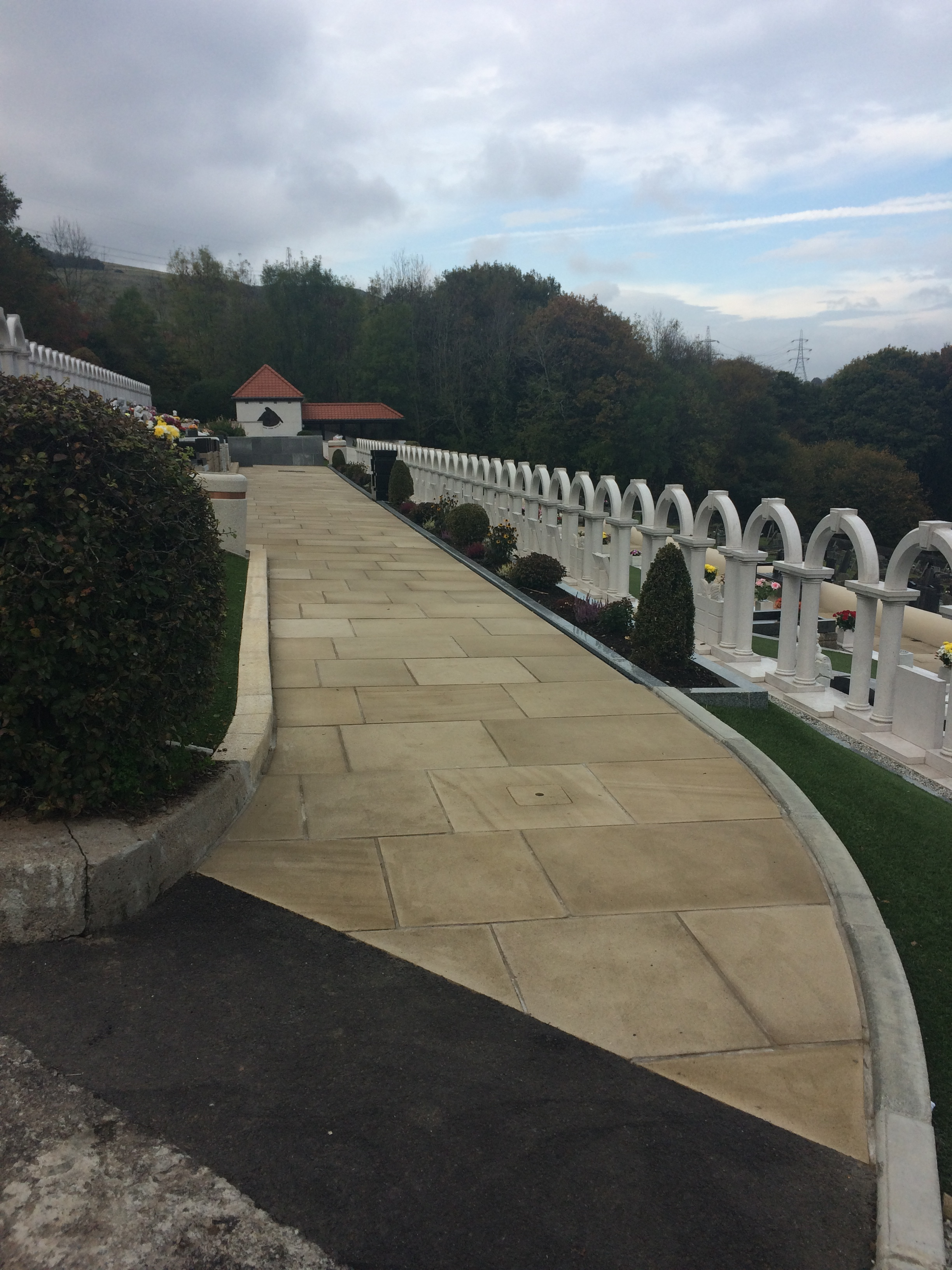
Gli archi bianchi nel cimitero di Bryntaf ad Aberfan segnano le tombe dei bambini rimasti uccisi nel disastro.

La regina Elisabetta e il principe Filippo visitarono Aberfan il 29 ottobre 1966.
Dopo il disastro, il sindaco di Merthyr Tydfil creò immediatamente un fondo per aiutare il villaggio e i parenti dei defunti. Al momento della chiusura del Fondo, nel gennaio del 1967, erano stati ricevuti quasi 90 000 contributi per un totale di £ 1 606 929 di sterline. La somma finale raccolta del Fondo fu di circa £ 1 750 000 (equivalenti a £ 32 milioni nel 2019). Le preoccupazioni del villaggio e dei donatori crebbero riguardo al modo in cui i soldi del fondo dovessero essere utilizzati: alcuni pensavano che avrebbero dovuto essere utilizzati per compensare i parenti dei defunti, mentre altri ritenevano che dovessero andare a beneficio della comunità più ampia. I fondi vennero utilizzati per pagare il giardino commemorativo e il cimitero insieme ad altre strutture per aiutare la rigenerazione di Aberfan sia fisicamente che emotivamente.
Il cimitero è il luogo in cui sono sepolte molte delle vittime. I memoriali originali in pietra di Portland e Nabresina furono eretti poco dopo il disastro e nel tempo iniziarono a deteriorarsi. Nel 2007 l'Aberfan Memorial Charity rinnovò l'area del giardino, compresi tutti gli archi e i monumenti. La muratura fu sostituita con del granito bianco perla, tutte le iscrizioni vennero re-incise e furono eretti archi supplementari.
Il Coventry Playground fu costruito nel 1972 sul sito della vecchia Merthyr Vale School con il denaro raccolto dalla gente di Coventry. Il parco giochi fu aperto ufficialmente dal sindaco di Coventry.
Sul sito della Pantglas Junior School venne aperto un giardino commemorativo. Il parco fu inaugurato dalla regina, accompagnata dal duca di Edimburgo, durante la loro visita ad Aberfan nel 1974.
L'Aberfan Memorial Charity venne fondato nel 1989 ed è responsabile della manutenzione e delle riparazioni del cimitero e del giardino commemorativo.

## Luoghi di culto
La cappella indipendente di Bethania Welsh fu costruita nel 1876 e ricostruita nel 1885. Al tempo del disastro di Aberfan venne utilizzata come obitorio temporaneo in cui le vittime furono portate per essere identificate dai parenti. La cappella fu demolita nel 1967 e un nuovo edificio fu eretto nel 1970. Nel 2007 la cappella era caduta in rovina e fu chiusa; gli oggetti commemorativi del disastro furono trasferiti nella baia di Cardiff.
La cappella calvinista di Aberfan fu costruita nel 1876 in stile italianeggiante. La prima pietra fu posata da Sarah Griffiths, moglie del proprietario dell'Aberfan Estate. Nell'agosto del 1999 fu classificato come edificio storico di II grado per il suo interesse architettonico come cappella vittoriana ben progettata con una facciata in pietra inalterata; fu giudicato come importante per il villaggio Aberfan e conservava al suo interno una bella galleria. Dopo il disastro di Aberfan, la cappella fu arredata con un organo commemorativo donato dalla regina. Dopo un lungo restauro, l'edificio fu riaperto per la Pasqua del 2008 ma un processo di putrefazione a secco la danneggiò rapidamente, distruggendo i telai delle finestre e le travi appena installate. Il costo delle riparazioni fu stimato a £ 60 000. Nell'agosto del 2012 ai parrocchiani fu vietato di frequentare la chiesa dopo un'ispezione. Nell'ottobre di quell'anno l'edificio fu messo in vendita con un prezzo base di £ 22 000.
Nelle prime ore dell'11 luglio 2015 nella cappella scoppiò un incendio. Intervennero i vigili del fuoco di Merthyr Tydfil, Treharris, Abercynon, Aberbargoed, Pontypridd e Barry che trascorsero un totale di otto ore sulla scena. Le case vicine furono evacuate. Successivamente un uomo di 27 anni fu arrestato in relazione all'incendio.

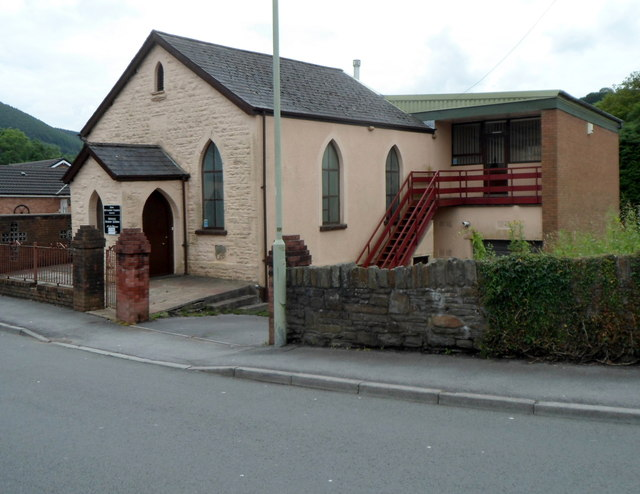
Zion Methodist Church.

Il villaggio ha due cappelle più piccole: l'ex Smyrna Baptist Chapel, che fu costruita nel 1877 e che oggi è chiusa e viene utilizzata come centro comunitario, e la Zion Methodist Chapel, originariamente appartenente alla Chiesa metodista primitiva, che è situata in Bridge Street e venne costruita nel 1891.

## Infrastrutture e trasporti
Aberfan si trova vicino all'autostrada A470, il cui ingresso più vicino è 6,4 km a nord del villaggio. Aberfan è servita dalla stazione ferroviaria di Merthyr Vale, sulla linea Merthyr. Il Taff Trail, una pista ciclabile e un sentiero di lunga distanza, attraversa Aberfan, in parte seguendo il percorso del canale del canale Glamorganshire, oggi in parte interrato.

## Cultura

### Istruzione
Aberfan ha due scuole elementari: la Ynysowen Primary School adiacente al Grove Field; e la Ysgol Gynradd Gymraeg Rhyd y Grug, che si è trasferita nell'edificio precedentemente occupato dalla Ynysowen Primary School.

## Economia

### Servizi
- Aberfan & Merthyr Vale Community Center - un centro comunitario con piscina, sala fitness, sala pesi, caffetteria e auditorium.
- L'ufficio postale nel villaggio è aperto sei giorni alla settimana.
- Il cimitero cittadino e il memoriale del disastro di Aberfan.